# Francesco Negri (fotograf)
Francesco Negri (18. prosince 1841 – 21. prosince 1924) byl italský fotograf známý nejen jako piktorialista, ale pro svou inovativní práci ve fotomikroskopii, ve vývoji teleobjektivu a pro své rané experimenty s technikami Louise Ducose du Haurona v oblasti barevné fotografie. Jeho vědecké a kulturní aktivity zahrnovaly botaniku a místní historii: v obou oblastech zůstávají jeho publikace významné. Působil jako starosta Casale Monferrato. Mezitím byl povoláním právník.

## Životopis
Negri se narodil v Tromello v Lomellině (PxxxxxxxxxxxxxxxxxxxV) Angelo Marii Negri a Marii Magnaghi, kteří byli dobře situovaní a měli dobré kontakty.  Navštěvoval střední školu ve Vigevanu, poté získal právnický titul po studiu v Turíně, které ukončil v roce 1861. Následující rok se přestěhoval do Casale Monferrato, kde se oženil s Giulií Ravizzovou a věnoval se kariéře v oblasti občanského práva.
Negri zemřel v Casale dne 21. prosince 1924, bylo mu 83 let.

## Publikovaná díla
- Bergaglio, B. a Cavanna, P. (2006) Francesco Negri fotografo, 1841-1924. Milan: Silvana. ISBN 9788836607464